# Liste der Staatsoberhäupter 8
Übersicht
◄◄ | ◄ | 4 | 5 | 6 | 7 | Liste der Staatsoberhäupter 8 | 9 | 10 | 11 | 12 | ► | ►►

Weitere Ereignisse

## Afrika
- Aksumitisches Reich
  - König: s. Aksumitisches Reich#Das aksumitische Reich

- Mauretanien
  - König: Juba II. (25 v. Chr.–23)

- Reich von Kusch
  - König: Amanichabale (bis Natakamani)

- Römisches Reich
  - Provincia Africa
    - Prokonsul: Gnaeus Calpurnius Piso (6 v. Chr.–9)

## Asien
- Armenien
  - König: Tigranes V. (7–12)

- Charakene
  - König: Attambelos II. (17/16 v. Chr.–8/9)

- China
  - Kaiser: Ru Zi (6–8)

- Iberien (Kartlien)
  - König: Pharasmanes I. (Parsman I.); (Aderk) (1–58)

- Indien
  - Indo-Griechisches Reich
    - König: Straton II. (25 v. Chr.–10)

  - Indo-Skythisches Königreich
    - König: Zeionises (12 v. Chr.–10)
    - König: Vijayamitra (12 v. Chr.–15)
    - König: Kharahostes (10 v. Chr.–10)

  - Satavahana
    - König: Arishtakarna (6 v. Chr.–20)

- Japan (Legendäre Kaiser)
  - Kaiser: Suinin (29 v. Chr.–70)

- Kappadokien
  - König: Archelaos (36 v. Chr.–17)

- Kommagene
  - König: Antiochos III. (12 v. Chr.–17)

- Korea
  - Baekje
    - König: Onjo (18 v. Chr.–29)

  - Dongbuyeo
    - König: Daeso (7 v. Chr.–22)

  - Goguryeo
    - König: Yurimyeong (19 v. Chr.–18)

  - Silla
    - König: Namhae (4–24)

- Kuschana
  - König: Heraios (1–30)

- Nabataea
  - König: Aretas IV. (9 v. Chr.–40)

- Osrhoene
  - König: Ma’nu IV. (7–13)

- Partherreich
  - Schah (Großkönig): Vonones I. (6–12)

- Pontos
  - Königin: Pythodorida (Pythodoris) (8 v. Chr.–23)

- Römisches Reich
  - Provincia Romana Iudaea
    - Präfekt: Coponius (6–8)
    - Tetrarch von Galiläa und Peräa: Herodes Antipas (4 v. Chr.–39)
    - Tetrarch von Batanäa Herodes Boethos (4 v. Chr.–34)
    - Tetrarch von Ituraea und Trachonitis: Herodes Philippos (4 v. Chr.–34)
    - Vorsitzender des Hohen Rates: Hillel (31 v. Chr.–9)
    - Hohepriester von Judäa: Hannas (6–15)

  - Provincia Romana Syria
    - Präfekt: Publius Sulpicius Quirinius (6–12)

## Europa
- Bosporanisches Reich
  - Königin: Dynamis (20 v. Chr.–8)

- Britannien
  - Catuvellaunen
    - König von Catuvellauni: Tasciovanus (20 v. Chr.–9)

  - Atrebaten
    - König von Atrebates: Eppilus (7–15)

- Reich der Markomannen
  - König: Marbod (9 v. Chr.–18)

- Odrysisches Königreich
  - König: Rhoematalces I. (Abdera-Linie) (31 v. Chr.–12)

- Römisches Reich
  - Kaiser: Augustus (27 v. Chr.–14)
    - Konsul: Marcus Furius Camillus (8)
    - Konsul: Sextus Nonius Quinctilianus (8)
    - Suffektkonsul: Lucius Apronius (8)
    - Suffektkonsul: Aulus Vibius Habitus (8)

  - Provincia Germania Magna
    - Legatus: Publius Quinctilius Varus (7–9)